# NGC 3424
NGC 3424 (również PGC 32584 lub UGC 5972) – galaktyka spiralna z poprzeczką (SBb), znajdująca się w gwiazdozbiorze Małego Lwa. Odkrył ją William Herschel 7 grudnia 1785 roku. Jest to galaktyka z aktywnym jądrem.

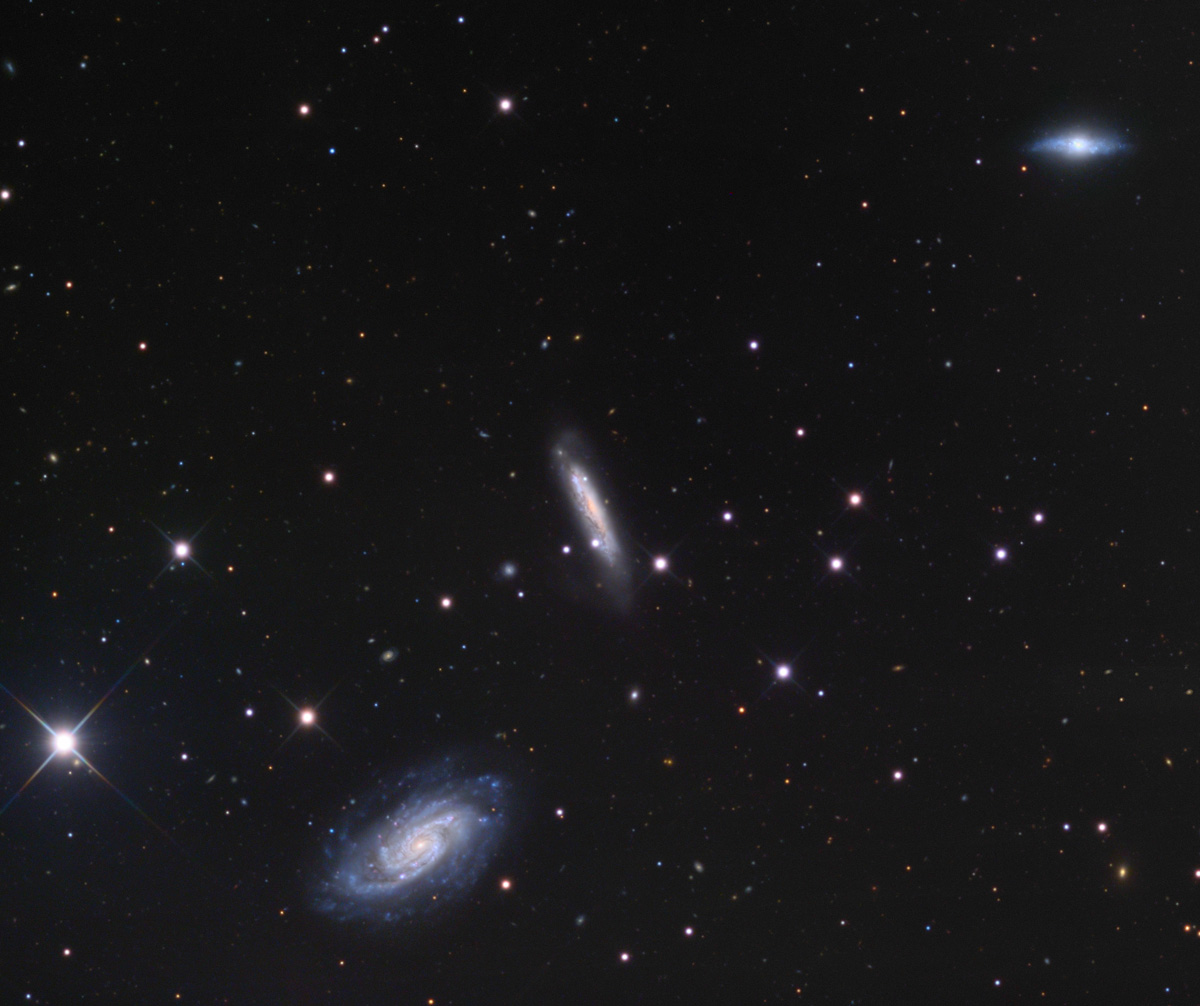
NGC 3424 (w środku zdjęcia), galaktyka u dołu z lewej to NGC 3430 (Mount Lemmon SkyCenter)